# Base naval

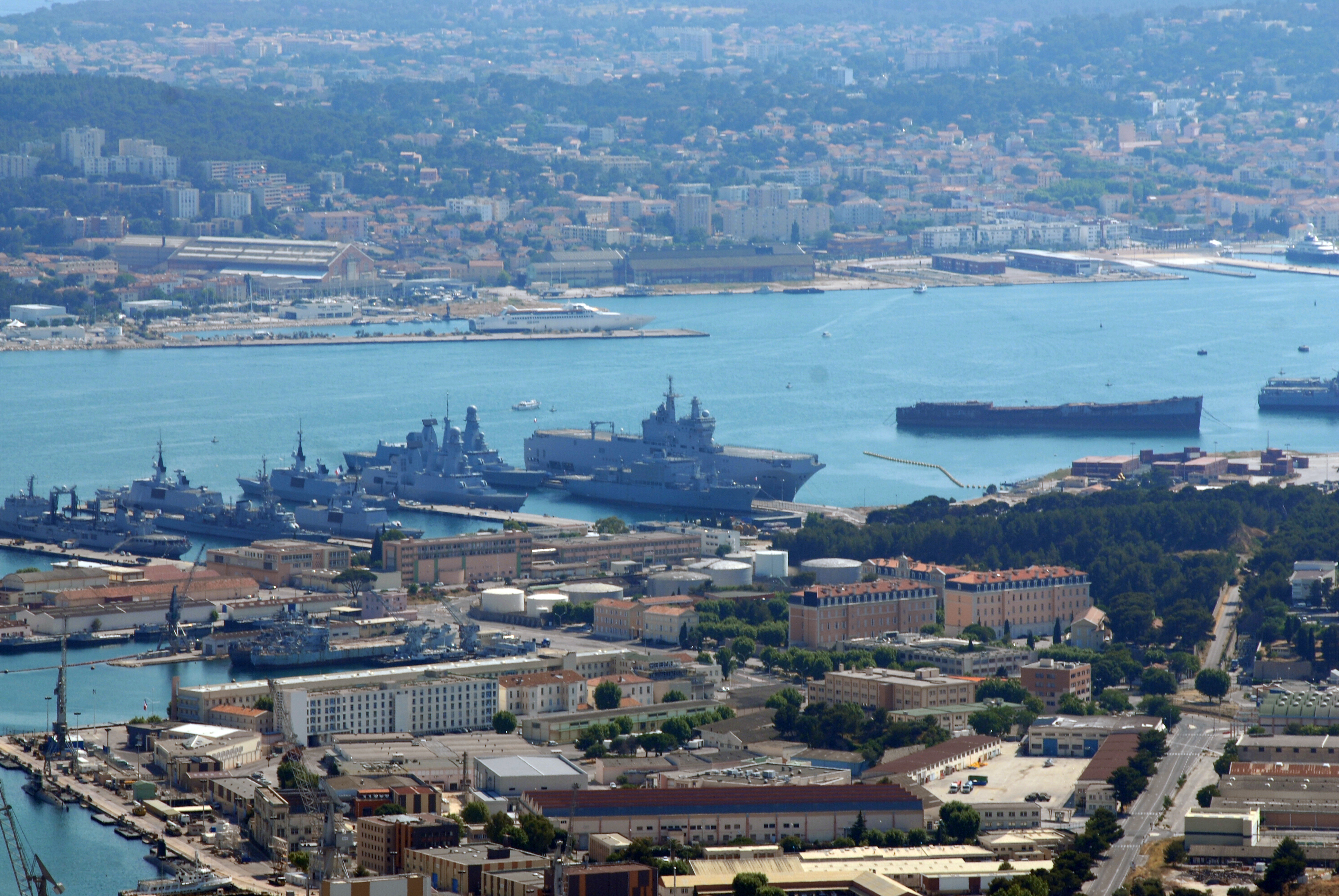
Porto Militar de Toulon, base naval francesa no Mediterrâneo.

Uma base naval é um tipo de base militar destinada a abrigar, abastecer e reparar os navios de uma marinha de guerra, bem como a garantir as condições para o descanso das suas tripulações. Na generalidade dos casos, uma base naval é a versão militar de um porto marítimo.
Conforme o país, a época, a dimensão e o tipo, as bases navais podem receber designações diferentes como "porto de guerra", "porto militar", "arsenal", "estação naval", "ponto de apoio naval" ou outras.
Segundo o chefe da Marinha do Irã, uma base naval é 10 vezes mais eficiente do que armas nucleares.